# 続 初恋物語 〜修学旅行〜
『続 初恋物語 〜修学旅行〜』（ぞく はつこいものがたり しゅうがくりょこう）は、1997年6月6日にNECホームエレクトロニクスより発売されたPC-FX用恋愛シミュレーションゲーム。
タイトルが示すように1993年に徳間書店インターメディアよりPCエンジンで発売された『初恋物語』の続編に位置づけられるが、ストーリーの繋がりはない。

## 概要
プレイヤーは主人公・神崎弘也となり、幼馴染みの高瀬祐花のサポートを受けながら小学生、中学生、高校生、大学生という4つの時代で初恋成就を目指す。取扱説明書の「解説」において、原作者の古雅ちはやは修学旅行（林間学校、卒業旅行も含む）をモチーフとした理由として以下の2つを挙げている。
- 不自然にならず時間制限を設けることができる。
- 旅行中は学校にいるときとは違う初恋相手の姿を見ることができる。

1995年4月に制作が発表され、1997年6月に発売された。PC-FX用ソフトで唯一2枚組となった作品であり、プレイステーション（PS）版およびセガサターン（SS）版は4枚組となっている。キャラクターデザインには垣野内成美を起用、ゲームのキャラクターデザインは本作が初となった。オープニングやイベントシーンにはアニメーションが採用され、総セル画枚数は約9,000枚にのぼる。
1998年にはPSおよびSSに移植され、大学入学前の春休みを舞台に祐花の妹を初恋相手にすることができるシナリオが追加された。また、PS版には初回特典としてオリジナルドラマCD『続々初恋物語 〜感傷旅行〜』（詳細は「関連商品」の項を参照）が用意された。

## システム
最初に小学5年生、中学2年生、高校2年生から時代を選択する。幼なじみの祐花を含めて、初恋相手となりうる女性が小、中、高校時代には4人、大学時代には2人ずつ存在し、その中から1人を選択する。ここで選んだ相手以外は物語に関わってこないため、いわゆる「同時攻略」の概念は存在しない。
修学旅行に出発する前日から物語は始まり、買い物などの準備を済ませれば出発となる。旅行先は、小学生時代：日光・尾瀬、中学生時代：京都・奈良、高校生時代：九州、大学入学前の春休み：伊豆・箱根、大学生時代：デンマーク、である。旅行中は祐花と話し合って30分刻みでスケジュールを決めていく。ここにシミュレーション要素とアドベンチャー要素がある。各能力値の増減によって選択肢の表現が変わるだけでなく、会話の答え方や対応する行動が変わり、初恋相手とのイベント中に適切な受け答えが可能になるかが左右される。そのため、"運動"や"読書"などパラメータを高める時間もスケジュール内に配分しなければならない。
主人公の初恋が実ったか否かは旅行終了時に判定される。各パラメータの高さや特定イベント発生の有無、さらには最後の告白の有無によって多数のエンディングに分岐するが、一定以上の評価を得られたなら初恋は実ったことになる。各時代の女性3人との初恋を実らせると、その時代の祐花が初恋相手に追加される。
祐花を含め、小学生時代から高校生時代までのすべての初恋を実らせると、新たに大学生時代がプレイ可能になる。大学生時代の相手との初恋を実らせれば、大学生の祐花を初恋の相手に選ぶことができる。そして祐花との初恋を成就させるとゲーム完全クリアとなる。

## 評価
旅行中に荷物でウエイトトレーニングをしたり、旅のしおりで勉強したりするような不自然な設定、イベント発生条件の厳しさ、システム周りの不親切さなどによりネガティブな評価を受けることが多い。いわゆるクソゲーとして書籍に紹介されたことさえある。
しかし、初恋という気恥ずかしいテーマを前面に押し出したシナリオと垣野内成美による美麗なイラストは根強いファンも生み出した。特に、正ヒロインともいえる高瀬祐花の人気は高い。

## 登場人物

### 全時代共通
神崎 弘也 （かんざき ひろや）
声 - 瀧本富士子（高校生まで） / 森川智之（大学生）
主人公。名前は変更可能。
高瀬 祐花 （たかせ ゆか）
声 - 高橋美紀
誕生日：3月21日、血液型：O型
身長：140cm、体重：32kg、年齢：10歳、3サイズ：72/52/74（小学生時代） / 身長：150cm、体重：42kg、年齢：13歳、3サイズ：80/55/82（中学生時代）
身長：155cm、体重：45kg、年齢：16歳、3サイズ：83/58/84（高校生時代） / 身長：155cm、体重：44kg、年齢：21歳、3サイズ：84/58/85（大学生時代）
主人公の隣の家に住んでいる幼馴染み。中学時代から主人公の事を意識するようになる。どの時代においても主人公と同じ学校に通っており、主人公の初恋を成就させるために協力してくれる。

### 小学生時代
中山 芹香 （なかやま せりか）
声 - 岡村明美
誕生日：4月13日、血液型：AB型、身長：145cm、体重：37kg、年齢：11歳、3サイズ：77/55/79
主人公のクラスメイト。バスケット部のキャプテンをしている明るい女の子。料理が得意で、意外と泣き虫である。
松原 葉月 （まつばら はづき）
声 - 小西寛子
誕生日：3月2日、血液型：A型、身長：143cm、体重：33kg、年齢：10歳、3サイズ：70/53/72
主人公とは別のクラスに転入してきた天才少女。転校を繰り返してきたので、自分から友達を作ろうとはしない。バス移動ときなこ餅が苦手。
橋本 枝奈 （はしもと えな）
声 - 平松晶子
誕生日：8月5日、血液型：B型、身長：164cm、体重：49kg、年齢：21歳、3サイズ：82/59/84
主人公のクラスに来た教育実習生。少しそそっかしいところがあり、料理は苦手。嫌いな食べ物はピーマン。

### 中学生時代
森田 鈴梨 （もりた すずり）
声 - 宮村優子
誕生日：6月10日、血液型：A型、身長：153cm、体重：43kg、年齢：14歳、3サイズ：82/57/83
主人公のクラスメイトで学年のマドンナ。自己主張がはっきりしており、いつも取り巻きの男子生徒を引き連れている。動物が苦手。
瀬戸 萌美 （せと もえみ）
声 - 岩坪理江
誕生日：12月28日、血液型：B型、身長：157.5cm、体重：48kg、年齢：13歳、3サイズ：82/58/85
主人公と別の学校（横浜）の生徒。修学旅行先が同じであるため、観光名所などでニアミスする。実は主人公とは以前から面識があった。柴崎鳴美（声 - 水橋かおり）という親友がいる。
岩館 麻希 （いわだて まき）
声 - 天野由梨
誕生日：11月14日、血液型：B型、身長：157cm、体重：44kg、年齢：17歳、3サイズ：78/58/80
修学旅行先の京都で出会う舞妓。まだ高校生だが入院中の母に代わり働いている。舞妓名は「田鶴」。

### 高校生時代
志摩 文乃 （しま あやの）
声 - 篠原恵美
誕生日：6月22日、血液型：A型、身長：163cm、体重：45kg、年齢：17歳、3サイズ：78/56/82
主人公のクラスメイト。志摩財閥の令嬢。物静かでおとなしいが芯は強い。
青柳 未森 （あおやぎ みもり）
声 - 大谷育江
誕生日：5月29日、血液型：AB型、身長：156cm、体重：46kg、年齢：17歳、3サイズ：83/58/86
主人公とは別のクラスの生徒。感激屋で思い込みが激しい。何事にもマイペース。
小牧 瞳子 （こまき ひとみこ）
声 - 佐久間レイ
誕生日：1月30日、血液型：A型、身長：148.5cm、体重：41kg、年齢：20歳、3サイズ：80/56/82
修学旅行で主人公のクラスを担当するバスガイド。身長が低いことを気にしている。

### 大学入学前の春休み
高瀬 菜穂 （たかせ なほ）
声 - 橘ひかり
誕生日：4月17日、血液型：O型、身長：148cm、体重：38kg、年齢：15歳、3サイズ：79/52/78
祐花の3歳離れた妹。病弱で、祐花に対して羨望と嫉妬の想いを抱いている。PS版から追加された。

### 大学生時代
ミュリアル 早坂 （ミュリアル はやさか）
声 - 岩男潤子
誕生日：2月18日、血液型：A型、身長：167cm、体重：52kg、年齢：14歳、3サイズ：84/59/86
主人公と祐花の恩師である早坂教授（声 - 西村知道）の娘で、デンマーク在住。愛称はミュア。趣味はハーブ栽培。

## スタッフ
- 企画 - 中村文雄（TIM）
- 原作 - 古雅ちはや
- 脚本 - 古雅ちはや、豊芦原恵海
- キャラクターデザイン - 垣野内成美
- 音楽プロデューサー - 伊豆一彦
- 録音演出 - 沢木郁也
- アニメーション制作 - ジェイ・シー・エフ
  - 演出 - 栗本宏志
  - 絵コンテ - 栗本宏志、クドーヒデキ
  - 作画監督 - 井上栄作
  - 制作担当 - 石井よしみつ
- 総監督 - 三浦博之
- プロデューサー - 杉山暢（NEC-HE）、飯坂篤（NEC-HE）、三浦博之
- スーパーバイザー - 竹内政夫（NEC-HE）
- 製作 - 安田清明（NEC-HE）、竹内政夫、山森尚（TIM）
- エグゼクティブプロデューサー - 安田清明

## 主題歌
作詞は古雅ちはや（「Lilacの告白」のみ豊芦原恵海）、作曲・編曲は伊豆一彦、歌は各ヒロインの担当声優。各ヒロインのシナリオで、ある条件を満たしエンディングを迎えるとエンディングテーマとして流れる。
主題歌
- 高瀬祐花 「天使のはばたき」

挿入歌
- 中山芹香 「Ladyは一日にして成らず」
- 松原葉月 「仔猫ネコ猫マーチ」
- 橋本枝奈 「ドジから出たマ・コ・ト」
- 森田鈴梨 「キ・ラ・イ・好き」
- 瀬戸萌美 「遠距離恋愛なんて こわくない」
- 岩館麻希 「恋桜の花」
- 志摩文乃 「アクトレス ドール」
- 青柳未森 「‘Gokko’しましょ」
- 小牧瞳子 「年上だって いいじゃない」
- ミュリアル早坂 「フクロウと人魚の森」
- 高瀬祐花 「初恋物語」
- 高瀬菜穂 「Lilacの告白」（PS版・SS版のみ）

## イベント
続 初恋物語 ミニライブ
1996年6月22・23日、「PC-FXアニメフェスティバル」（サンシャインシティ 文化会館）にてミニライブを開催。出演は平松晶子（橋本枝奈役）。
バレンタイン イベント
1997年2月14日開催。出演は高橋美紀（高瀬祐花役）、岩坪理江（瀬戸萌美役）、天野由梨（岩館麻希役）、橘ひかり（高瀬菜穂役）、瀧本富士子（神崎弘也役）。

## 関連商品
作品ガイド
ゲームの歩き方BOOKS 続 初恋物語 〜修学旅行〜
発売日：1998年3月26日 / 発行：徳間書店/インターメディア・カンパニー ISBN 4-19-820040-8
PC-FXベストキャラクターズ 公式デジタル原画集 Vol.1
発売日：1999年8月 / 徳間書店/インターメディア・カンパニー（Tokuma Intermedia Mook） ISBN 4-19-820091-2
9作品からイラスト等213点を収録（『続 初恋物語』からは62点）。Windows（95/98）/ Macintosh 両対応。
続 初恋物語 〜修学旅行〜 公式デジタル原画集
発売日：1999年11月 / 徳間書店/インターメディア・カンパニー（Tokuma Intermedia Mook） ISBN 4-19-820112-9
イラスト・原画219点を収録。Windows（95/98）/ Macintosh 両対応。

CD-ROM
PCEngineFAN Special CD-ROM Vol.3
発売日：1996年8月 / 徳間書店インターメディア / 品番：FXTIM002
PCエンジンファン 1996年10月号特別付録。『続 初恋物語』キャラクター紹介映像を収録。
SUPER PCEngineFAN DELUXE Special CD-ROM Vol.2
発売日：1997年5月 / 徳間書店インターメディア / 品番：FXTIM004
『SUPER PCエンジンファン DELUXE』 Vol.2（ムック、ISBN 4-19-820019-X）特別付録。『続 初恋物語』体験版を収録。

CD
続 初恋物語 〜修学旅行〜 SONG COLLECTION
発売日：1996年9月21日 / 発売：BMGビクター / 品番：BVCH-639
ヒロイン11人（高瀬菜穂は未登場）の主題歌（計12曲）およびモノローグを収録。
続 初恋物語 〜Confession〜
発売日：1998年3月25日 / 日本クラウン / 品番：CRCP-15527
ドラマCD。大学に合格した菜穂のお祝いに、弘也・祐花・菜穂の3人で行った鎌倉旅行を軸に展開するアフターストーリー。菜穂の主題歌「Lilacの告白」も収録されている。
続々初恋物語 〜感傷旅行〜
PS版（1998年3月26日発売）の初回特典として付属したオリジナルドラマCD（品番：AAFT-0003、CD EXTRA仕様）。
脚本は古雅ちはや、出演は高橋美紀（高瀬祐花役）、瀧本富士子（神崎弘也）、宮村優子（森田鈴梨）、天野由梨（岩館麻希）、篠原恵美（志摩文乃）、岩男潤子（ミュリアル早坂）、土屋利秀（じぃや）。エクストラトラックには、オープニングムービーとヒロイン担当声優のサイン画像を収録する。
初恋物語/続初恋物語 ORIGINAL SOUNDTRACK & VOICE COLLECTION
発売日：1998年12月23日 / A'zip Music / 品番：AZCA-10008
各ヒロインの主題歌等を収録。キャラクターボイスは高瀬祐花、森田鈴梨、ミュリアル早坂の3人のみ。

その他
続 初恋物語 フィギュアコレクション 高瀬祐花・高校生バージョン
発売：京商 / レジンキャスト製組立キット、1/8スケール。
続 初恋物語 トレーディングカード
発売：ブロッコリー / 全117種類（スペシャルカード5種）